# Kamenec (Jičínská pahorkatina)
Kamenec (353 m n. m.) je vrch v okrese Trutnov Královéhradeckého kraje, ležící asi 1,5 km vsv. od obce Bílá Třemešná, na příslušném katastrálním území.

## Geomorfologické zařazení
Vrch náleží do celku Jičínská pahorkatina, podcelku Bělohradská pahorkatina, okrsku Královédvorská kotlina a podokrsku Verdecká kotlina.

## Přístup
Přes východní část plošiny vede silnice z Bílé Třemešné do části Aleje – po této silnici vede též červená turistická trasa. Paralelně s touto silnicí vede z druhé strany vrchu silnice z Bílé Třemešné na přehradu Les Království.